# Zábrdská skála
Zábrdská skála je přírodní památka poblíž obce Zábrdí v okrese Prachatice. Chráněné území se nalézá asi jeden a půl kilometru jižně od Zábrdí, na pravém břehu řeky Blanice. Oblast spravuje Agentura ochrany přírody a krajiny ČR. Důvodem ochrany jsou rulové skály s porostem tařice skalní (Aurinia saxatilis).